# Palicourea moensis
Palicourea moensis là một loài thực vật có hoa trong họ Thiến thảo. Loài này được (Britton & P.Wilson) Borhidi mô tả khoa học đầu tiên năm 2009.